# Vieux Carré (Cocktail)

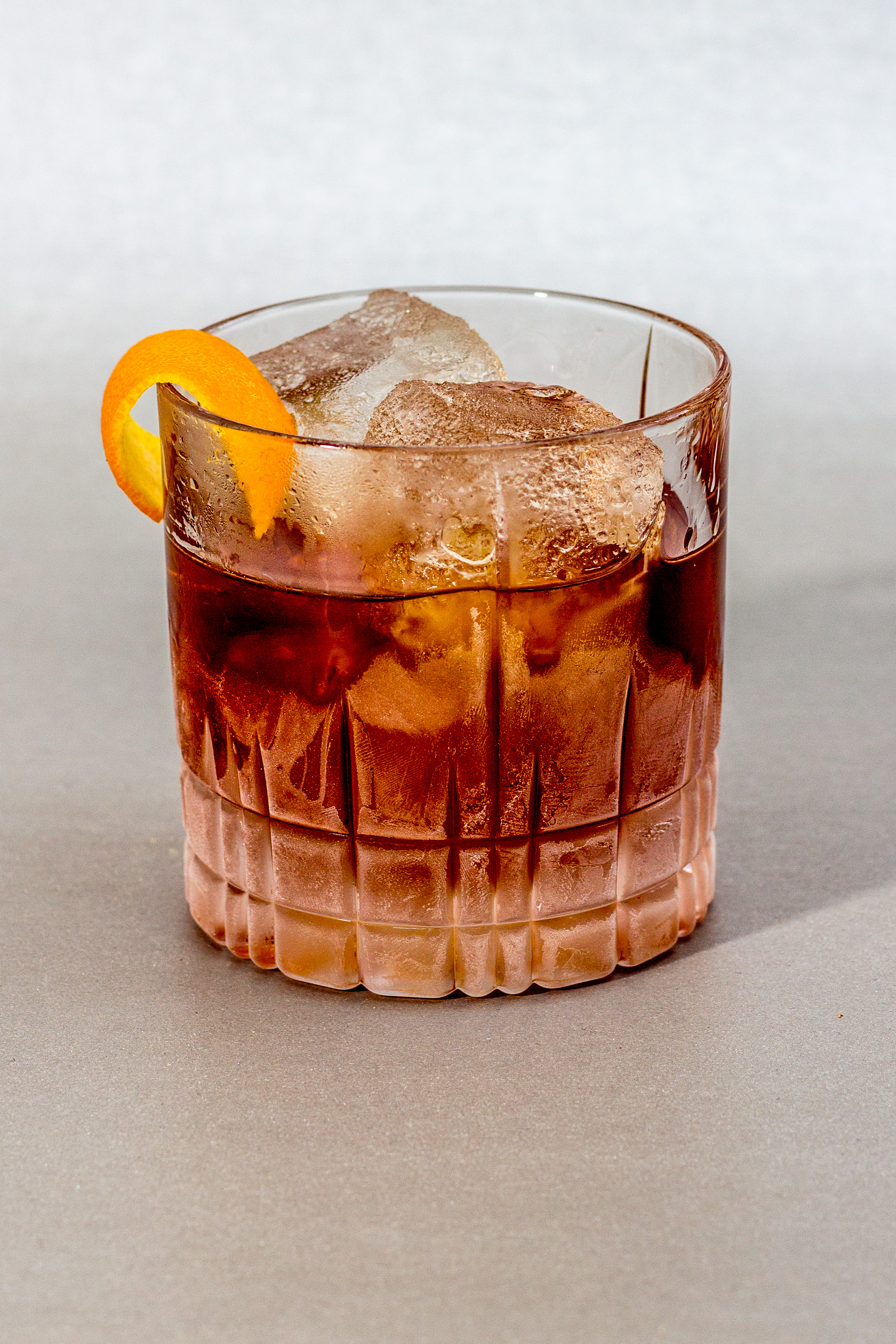
Vieux Carré on the rocks mit Orangenzeste

Der Vieux Carré (französisch für Altes Viertel) ist ein alkoholhaltiger Cocktail aus Cognac, Rye Whiskey, Wermut, Bénédictine und Bitters, der zu den Shortdrinks gehört.

## Geschichte
Die Erfindung des Drinks geht vermutlich auf das Ende der 1930er Jahre zurück und wird Walter Bergeron zugeschrieben, der zum damaligen Zeitpunkt als Barkeeper im Hotel Monteleone tätig war, in dem auch der Goody erstmals zubereitet worden sein soll. Teilweise wird als Entstehungsort des Drinks auch die Carousel Piano Bar & Lounge – die sich wiederum im Hotel Monteleone befindet – angegeben. Diese Zuschreibung ist jedoch nicht korrekt, da die Bar erst 1949 und somit viele Jahre später eröffnete; gleichwohl ist der Drink heute der Signature Drink der Bar. Zudem fand der Cocktail bereits 1937 in Famous New Orleans Drinks von Stanley Clisby Arthur erstmals Erwähnung.
In dem Buch finden sich zudem Informationen über die Ursprünge des Namens des Cocktails und eine Bestätigung der Zuschreibung:

“This is the cocktail that Walter Bergeron, head bartender of the Hotel Monteleone cocktail lounge, takes special pride in mixing. He originated it, he says, to do honor to the famed Vieux Carré, that part of New orleans where the antique shops and the iron lace balconies give sightseers a glimpse into the romance of another day.”

„Dies ist der Cocktail den Walter Bergeron, Barchef der Cocktail Lounge im Hotel Monteleone, stolz mixt. Er entstand, so sagt er, um das berühmte Vieux Caré, den Teil von New Orleans wo die alten Läden und schmiedeeiserne Balkone den Touristen einen flüchtigen Blick auf die Romantik vergangener Tage ermöglichen, zu ehren.“

Der Vieux Carré ist somit benannt nach dem gleichnamigen Stadtteil in New Orleans, der nicht nur Hinweis auf die französischen Wurzeln der Stadt gibt, sondern zugleich ihr ältestes Viertel ist.

## Zubereitung und Variationen

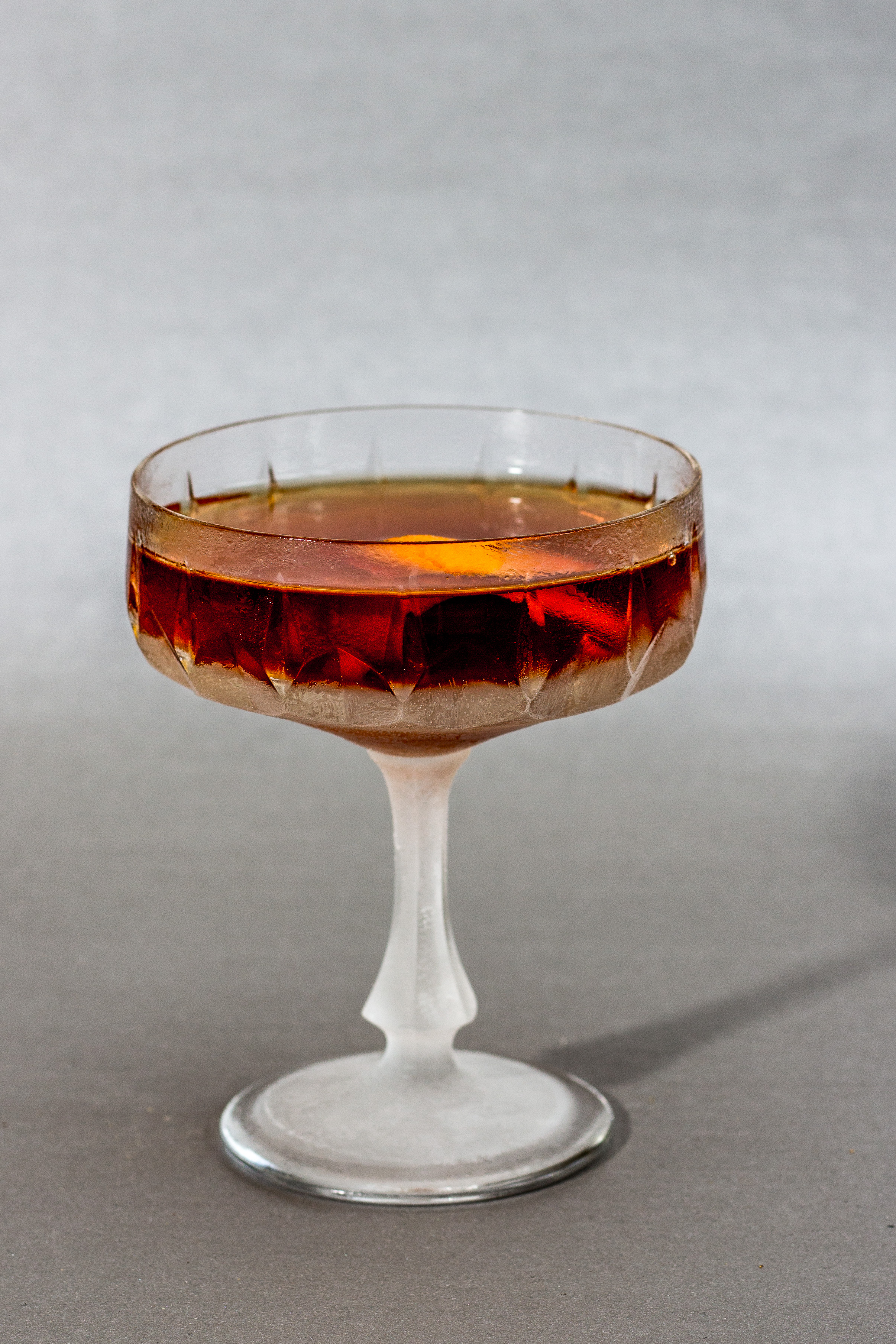
Vieux Carré in einer gefrosteten Cocktailschale

Das Originalrezept aus dem Jahr 1937 verlangt zu gleichen Teilen – je 1 Jigger – Rye Whiskey, Cognac und italienischen Wermut sowie einen halben Barlöffel Bénédictine und je 1 Dash Peychaud’s Bitters und Angosturabitter. Zunächst wird der Bénédictine in ein Glas gegeben, dann die Bitters hinzugefügt. Im Anschluss folgen der Rye Whiskey, der Cognac und der Wermut sowie einige Würfel Eis, anschließend wird der Drink kaltgerührt. Schließlich wird eine Zitronenzeste über dem Rührglas gedreht. Garniert wird der Drink zudem mit einer Scheibe Ananas und nach Bedarf mit einer Kirsche.